# Poison (canção de Rita Ora)
"Poison" é uma canção da cantora britânica Rita Ora. A canção foi lançada em 18 de maio de 2015 como single.

## Faixas e formatos
- Download digital[2]

1. "Poison" – 3:22

- Download digital – Acústico[3]

1. "Poison" (versão acústica) – 3:40

- Download digital – The Remixes[4][5]

1. "Poison" (Zdot Remix) (com Krept and Konan) – 3:51
2. "Poison" (Perplexus Remix) – 4:07
3. "Poison" (David Zowie Remix) – 5:24
4. "Poison" (Myles James Vocal Remix) – 6:45

## Desempenho nas tabelas musicais

### Posições
| Tabela musical (2015)                         | Melhor posição |
| --------------------------------------------- | -------------- |
| Austrália (ARIA)                              | 30             |
| Bélgica (Ultratip Bubbling Under de Flandres) | 45             |
| República Checa (Rádio Top 100)               | 67             |
| Indonésia (Creative Disc Top 50)              | 2              |
| Irlanda (IRMA)                                | 18             |
| Escócia (Scottish Singles Chart)              | 2              |
| África do Sul (EMA)                           | 22             |
| Reino Unido (UK Singles Chart)                | 3              |